# Fraueneishockey-Endrunde 1983/84
Die Fraueneishockey-Endrunde der Saison 1984/85 war in Deutschland die erste Endrunde der Frauen, in der der Deutsche Meistertitel vergeben wurde. Die erste Meisterschaft sicherte sich die Spielgemeinschaft Reutlingen/Esslingen.

## Qualifikation zur Endrunde

### Nordrhein-Westfalen
| Pl. | Team                    | Sp. | S | U | N  | Tore  | Pkt. |
| --- | ----------------------- | --- | - | - | -- | ----- | ---- |
| 1.  | EHC Eisbären Düsseldorf | 10  |   | 0 | 0  | 51:16 | 18   |
| 2.  | EDM Köln                | 10  |   |   |    | 58:15 | 16   |
| 3.  | EC Bergkamen            | 10  |   |   |    | 34:24 | 13   |
| 4.  | ERC Dortmund            | 10  |   |   |    | 13:26 | 8    |
| 5.  | GSC Moers               | 10  |   |   |    | 17:53 | 5    |
| 6.  | DEC Iserlohn            | 10  | 0 | 0 | 10 | 8:47  | 0    |

## Endrunde
Die Ligadurchführung erfolgte durch den Deutschen Eishockey-Bund. Die Spiele fanden in Ratingen statt.

### Teilnehmer
| aus NRW               | EHC Eisbären Düsseldorf, EC Bergkamen und EDM Köln |
| aus Hessen            | ERC Rödermark                                      |
| aus Baden-Württemberg | IGES Reutlingen/Esslingen, Mannheimer ERC          |
| aus Bayern            | EV Füssen, ESV Kaufbeuren                          |

| Gruppe A | Gruppe A       | Gruppe A | Gruppe A | Gruppe A | Gruppe A | Gruppe A | Gruppe A |
| --- | -------------- | -------- | -------- | -------- | -------- | -------- | -------- |
| Platz | Mannschaft     | Spiele   | Siege    | Unent.   | Niederl. | Tore     | Punkte   |
| 1. | ESV Kaufbeuren | 3        | 2        | 1        | 0        | 4:0      | 5:1      |
| 2. | EDM Köln       | 3        | 1        | 2        | 0        | 3:0      | 4:2      |
| 3. | Mannheimer ERC | 3        | 0        | 2        | 1        | 0:2      | 2:4      |
| 4. | ERC Rödermark  | 3        | 0        | 1        | 2        | 0:5      | 1:5      |
| - EDM Köln – ERC Rödermark 3:0 - ESV Kaufbeuren – Mannheimer ERC 2:0 - ERC Rödermark – Kaufbeuren 0:2 - ERC Rödermark – Mannheimer ERC 0:0 - Mannheimer ERC – EDM Köln 0:0 - ESV Kaufbeuren – EDM Köln 0:0 |                |          |          |          |          |          |          |

| Gruppe B | Gruppe B                  | Gruppe B | Gruppe B | Gruppe B | Gruppe B | Gruppe B | Gruppe B |
| --- | ------------------------- | -------- | -------- | -------- | -------- | -------- | -------- |
| Platz | Mannschaft                | Spiele   | Siege    | Unent.   | Niederl. | Tore     | Punkte   |
| 1. | EC Bergkamen              | 3        | 2        | 1        | 0        | 3:1      | 5:1      |
| 2. | IGES Reutlingen/Esslingen | 3        | 1        | 1        | 1        | 2:2      | 3:3      |
| 3. | EHC Eisbären Düsseldorf   | 3        | 1        | 0        | 2        | 2:3      | 2:4      |
| 4. | EV Füssen                 | 3        | 1        | 0        | 2        | 2:3      | 1:5      |
| - EC Bergkamen – IGES Reutlingen/Esslingen 0:0 - EHC Eisbären Düsseldorf – EV Füssen 1:0 - IGES Reutlingen/Esslingen – EHC Eisbären Düsseldorf 2:1 - IGES Reutlingen/Esslingen – EV Füssen 0:1 - EV Füssen – EC Bergkamen 1:2 - EHC Eisbären Düsseldorf – Bergkamen 0:1 |                           |          |          |          |          |          |          |

### Platzierungsspiele
In den Platzierungsspielen treten die gleichplatzierten Mannschaften aus den beiden Gruppen gegeneinander an.
Spiel um Platz 7
|  | ERC Rödermark | 0:3 | EV Füssen |  |

Spiel um Platz 5
|  | Mannheimer ERC | 0:6 | EHC Eisbären Düsseldorf |  |

### Halbfinale
Zunächst spielten die jeweils beiden Erstplatzierten der beiden Gruppen über Kreuz gegeneinander. Die Sieger erreichten das Finale, die Verlierer traten im Halbfinale um Platz 3 an.
|  | EDM Köln | 2:3 | EC Bergkamen |  |

|  | IGES Reutlingen/Esslingen | 2:1 | ESV Kaufbeuren |  |

Spiel um Platz 3
|  | ESV Kaufbeuren | 4:2 | EDM Köln |  |

Finale
|  | IGES Reutlingen/Esslingen | 3:2 | EC Bergkamen |  |

Damit wurde die IGES Reutlingen/Esslingen erster Deutscher Meister im Fraueneishockey.